# Эвани, Альбериго
Альбери́ко Эва́ни (итал. Alberico Evani; род. 1 января 1963, Масса, Тоскана) — итальянский футболист, полузащитник. Игрок национальной сборной (1991—1994).

## Карьера

### Клубная
Известен по выступлениям за футбольный клуб «Милан», воспитанником которого является. Изначально выступал на позиции левого крайнего защитника, однако с появлением в команде Паоло Мальдини переместился на фланг полузащиты. За 13 лет в составе «Милана» завоевал множество национальных и международных титулов. Гол, забитый Эвани в дополнительное время, принёс «Милану» победу в матче за Межконтинентальный кубок 1989 года, а сам Эвани был признан лучшим игроком матча. В 1993 году перешёл из «Милана» в «Сампдорию», где играл в течение четырёх лет. Завершал свою карьеру игрок в клубах «Реджана» (Серия B) и «Каррарезе» (Серия C1).
Всего в Серии А сыграл в 353 матчах, забил 16 мячей.

### Международная
В сборной Италии Эвани дебютировал только в 1991 году в 28-летнем возрасте. За три года сыграл в 15 матчах, а кульминацией выступлений в национальной команде стало 2-е место на чемпионате мира 1994 года. В финальном матче против Бразилии Эвани забил один из послематчевых пенальти, но в итоге бразильцы победили 3:2.

### Тренерская
Работал тренером юношеской команды «Милана», которая в 2007 году стала чемпионом в юниорском чемпионате Италии.

## Достижения
Командные
«Милан»
- Чемпион Италии: 1988, 1992, 1993 годов
- Обладатель Кубка Италии: 1994 года
- Обладатель Суперкубка Италии: 1988, 1992, 1993
- Обладатель Кубка европейских чемпионов: 1989, 1990
- Обладатель Межконтинентального кубка: 1989, 1990
- Обладатель Суперкубка Европы: 1989, 1990

Сборная Италии
- Вице-чемпион мира 1994 года

Личные
- Лучший игрок матча за Межконтинентальный кубок по футболу 1989 года